# Плаза 66
Плаза 66 (кит.: 恒隆广场) — комплекс двох хмарочосів та 5-поверхового торгового центру в Шанхаї, КНР. Висота першої вежі становить 288 метрів, 66 поверхів і вона є 4 за висотою будинком Шанхая, будівництво вежі було завершено в 2001 році. Висота другої вежі дорівнює 228 метрам, 48 поверхам, будівництво було завершено в 2006 році. Проект було розроблено Hang Lung Properties of Hong Kong на чолі з Ронні Чан. Дизайн хмарочосів було розроблено компанією Kohn Pedersen Fox на чолі з Джеймсом фон Клемперером. У 2001 році Вежа 1 отримала нагороду Emporis Skyscraper Award за третє місце.